# Volcano Hazards Program
 (mai 2023).
Le Volcano Hazards Program est un programme américain mis en œuvre[Quand ?] par l'Institut d'études géologiques des États-Unis pour surveiller l'activité volcanique et la sensibilité des populations potentiellement menacées par le risque volcanique de par le monde.